# Jezioro Górzeńskie
Jezioro Górzeńskie – jezioro w woj. kujawsko-pomorskim, w powiecie brodnickim, położone w mieście Górzno, leżące na terenie Pojezierza Dobrzyńskiego.

## Dane morfometryczne
Powierzchnia zwierciadła wody według różnych źródeł wynosi od 46,0 ha do 47,0 ha.
Zwierciadło wody położone jest na wysokości 83,2 m n.p.m. Średnia głębokość jeziora wynosi 5,3 m, natomiast głębokość maksymalna 16,1 m.
W oparciu o badania przeprowadzone w 1996 roku wody jeziora zaliczono do III klasy czystości i II kategorii podatności na degradację. W roku 1996 wody jeziora również zaliczono do wód pozaklasowych.

## Hydronimia
Według urzędowego spisu opracowanego przez Komisję Nazw Miejscowości i Obiektów Fizjograficznych (KNMiOF) nazwa tego jeziora to Jezioro Górzeńskie. W różnych publikacjach i na mapach topograficznych jezioro to występuje pod nazwą Górzno.